# Nuclear Creature
Nuclear Creature (em japonês Astro Flash (アストロフラッシュ) e em Inglês "TransBot") é um jogo eletrônico do estilo "Jogo de Nave Shoot 'em up", do console Sega Master System, desenvolvido em 1986, e distribuido no Brasil pela Tec Toy.
Trata-se de um game de ficção científica inspirado em Transformers.

## O Jogo
Nuclear Creature é um jogo de nave clássico, estilo sidescrolling (como os da série R-Type), com diferentes tipos de dificuldade e tiros/poder.
Neste jogo, o jogador tem a oportunidade de pilotar o caça "CA-214 Starfighter", que tem a habilidade de se ganhar poderes especiais (podendo até se transformar num robô), ao pegar uma bola de energia que voa após matar um certo tipo de inimigo.
O jogo parece interminável, já que é possível jogar por horas sem nunca ver o seu fim.

### Armas Especiais
Após pegar o "?" que dá habilidades especiais a aeronave, o piloto tem a oportunidade de adquirir 7 tipos de armas. Tal qual os tiros do jogo Mario Kart, os números dos poderes ficam mudando muito rápido, até que você aperte o botão 2 do controle, e pare no tiro que você "escolheu"
São 7 tipos de armas especiais.
1. A-Normal-Fire
2. B-Beam
3. C-Sword Fire
4. D-Cannon
5. E-Diffusion-Beam
6. F-Two-Direction-Fire
7. G-Power-up-Attack

Durante um curto período, você usa o poder escolhido, e então a nave volta a forma original.

## Enredo
De volta ao ano solar 2000, após uma guerra nuclear, as pessoas estão finalmente emergindo do subsolo para construir uma nova sociedade. Mas algo ainda está errado. DALAUS, um computador sobrevivente do velho mundo, está criando seu próprio império, e cabe a você impedi-lo.